# International Organisation of Good Templars
International Organisation of Good Templars (IOGT) er en international loge, stiftet i 1851, der arbejder for at mindske afhængighed af alkohol og euforiserende stoffer.

## IOGT Danmark

### Historie
Midt i februar 1880 indrykkedes en annonce i Berlingske Tidende, hvor man indbød til diskussion om afholdssagen og oprettelse af I.O.G.T. i Danmark. Knapt 20 mænd og en enkelt kvinde dukkede op i Hotel d’Angleterres hvide sal. Carl Frederik Balle, der var optaget i ordenen i Norge, oplyste de tilstedeværne om ordnen og dens formål. Efterfølgende, den 13. marts 1880, blev ordnen stiftet i Danmark på et møde på på Gammelholmen, og logen fik navnet Tempelherren, loge nr. 1. Den 32 årige læge Henrik Selmer, blev logens øverste templar.
Ganske kort efter blev logens første kvindelige medlem optaget. Den 41 årlige Frøken Lene Blauenfeldt var på påskeferie hos sin svoger, Niels Amandus Thorsen, der var en af de 13 medstiftere af Tempelherren. Kort efter hendes hjemkomst til Vejle, fik hun etableret IOGT's anden loge, der fik navnet Jacob Molay.
De høje optagelses- og medlemsafgifter gjorde det muligt at få logelokaler og allerede i 1882 var der 13 IOGT-loger rundt om i Danmark. Logerne savnede en overhøjhed og efter indhentning af de fornødene fuldmagter stifter man Danmarks IOGT-storloge den 28. august 1882.
Forbindelsen med verdenslogen var hidtil blevet vedligeholdt igennem Norge; men logerne blev nu, igennem storlogen, et selvstændig led af ordenen.
Siden stiftelsen af IOGT Danmarks Storloge, har der været IOGTs byggeselskaber, pensionater, friboliger, sangforeninger, spareforeninger, sportsforeninger, forsikringsselskab m.m. Den sidste loge, der har til huse i en IOGT-ejendom, er Fremtidens haab, der er beliggende i Norgesgade 23, Esbjerg.

## Medstifter af Tempelherren
- Niels Amandus Thorsen
- Henrik Selmer
- J. Møller
- H. Wright - Gundestrup
- L. Simonsen
- Niels Larsen
- A.A. Clausen
- J.F. Reinholtz
- J.C.L. Loth
- Carl Johan Frederik Balle

## Logerne
| Loge                      | Loge nr. | Sted       | Stiftet   | Ophørt |
| ------------------------- | -------- | ---------- | --------- | ------ |
| Tempelherren              | 1        | København  | 13.3.1880 |        |
| Jacob Molay               | 2        | Vejle      |           |        |
| Gotfred til st. omar      | 4        | Randers    |           |        |
| Fremtidens vel            | 5        | Kolding    |           |        |
| Prøvestenen               | 6        | København  |           |        |
| Morgenstjærnen            | 7        | København  |           |        |
| Fremtidens haab           | 8        | Esbjerg    |           |        |
| De ti brødre              | 9        | Aarhus     |           |        |
| Enigheden                 | 10       | København  |           |        |
| Ædrulighedens fremme      | 11       | Varde      |           |        |
| Huge of pains             | 12       | Fredericia |           |        |
| I.O.G.T Danmarks Storloge |          |            | 28.8.1882 |        |

## Kendte medlemmer
- Borgmester Frederik Poulsen. Medlem af Jacob Molay fra sin tidlig ungdom og til hans død. Han var bl.a. medstifter af Socialdemokratisk vælgerforening i Vejle.
- Lene Silfverberg, født Blauenfeldt. aktiv kvinde indenfor afholdsbevægelsen. Hun indførte Det blaa Baand og stiftet i 1907 københavnske kvinders kaffevogne.
- Guldsmed Guldbrand Guldbrandsen. Medstifter af Jacob Molay og Den Gamle Afholdsforeningen. Han sad bl.a. 6år i Vejle byråd.
- Lars Larsen-Ledet. Forfatter, Journalist, Agitator, redaktør og medstifter af Det radikale venstre.

## Stor Templar for IOGT Danmark
(I dag bliver Stor Templaren kaldt for Landsformand)
| Navn           | Efternavn | Fra  | Til  |
| -------------- | --------- | ---- | ---- |
| Henrik         | Selmer    | 1882 | 1893 |
| Henrik         | Voss      | 1899 | ?    |
| Ernst          | Gøbel     | 1925 | 1944 |
| Christian      | Jensen    | 1971 | ?    |
| Birger         | Bøgeblad  | 1977 | ?    |
| Anne           | Sørensen  | 1992 | 2011 |
| Birgit Juul    | Nielsen   | 2011 | 2013 |
| Suzan          | Maslygan  | 2013 | 2017 |
| Susanne        | Larsen    | 2017 | 2017 |
| Noah ViðGarð   | Warming   | 2017 | 2020 |
| Hanne          | Gaaserud  | 2020 | 2023 |
| Kenni við Garð | Warming   | 2023 |      |

## Bogstaverne på regalierne
| Bogstaver | Står for                       |
| --------- | ------------------------------ |
| H.V.Ø.T   | Højest Værende Øverste Templar |
| Ø.T       | Øverste Templar                |
| S.M       | Stormester                     |
| F.Ø.T     | Forhenværende Øverste Templar  |
| V.T       | Vice Templar                   |
| F.S       | Finanssekretær                 |
| S.K       | Skattemester                   |
| K         | Kardinal                       |
| M         | Marskal                        |
| V.M       | Vice marskal                   |
| S         | Sekretær                       |
| V.S       | Vicesekretær                   |
| I.V       | Indre Vagt                     |
| Y.V       | Ydre Vagt                      |

## kildefortegnelse
- Bog: 100 års Goodtemplararbejde i danmark af Gunner M. Nielsen.
- Bog: Afholdsbevægelsen i Danmark af H. I. Nielsen
- Ritualbogen for grundlogerne under Danmarks Storloge af I.O.G.T. 1937
- Bog: Blade af samarbejdets historie - V. Figgers Forlag
- Good Templar sangbogen - Udgivet af Ordensselskabernes fællesudvalg 1950